# Augusto Fernando da Prússia
Augusto Fernando da Prússia (em alemão: August Ferdinand von Preußen; 23 de maio de 1730 — 2 de maio de 1813) foi um príncipe e general prussiano e Herrenmeister (Mestre dos Cavaleiros) do bailiado de Brandemburgo da Ordem de São João.

## Vida
Era o filho mais novo do rei Frederico Guilherme I da Prússia e da sua esposa, Sofia Doroteia de Hanôver. Ele também era irmão mais novo do rei Frederico, o Grande (Frederico II da Prússia), da rainha Luísa Ulrica da Suécia e de Guilhermina marquesa de Brandemburgo-Bayreuth.
Já aos 5 anos, ingressou no regimento de infantaria "Kronprinz". Em 1740, seu irmão o nomeou comandante do regimento de infantaria nº 34. Em 1756, tornou-se major-general e acompanhou seu irmão, o rei, em suas campanhas na Saxônia, Boêmia e Silésia. Ele lutou na Batalha de Breslau e na Batalha de Leuthen. Mas em 1758, problemas de saúde o forçaram a deixar o exército. Em 1762, ele comprou o Palácio Friedrichsfelde, perto de Berlim. Fernando também é lembrado por ter construído o Schloss Bellevue no Berliner Tiergarten em 1786, hoje sede dos presidentes da Alemanha.
Em 12 de setembro de 1763, Fernando foi eleito Mestre dos Cavaleiros do Bailiado de Brandemburgo da Ordem de São João, cargo que ocupou até 1812.
Augusto morreu em Berlim em 2 de maio de 1813, como o último neto sobrevivente de Jorge I da Grã-Bretanha. Isabel Luísa morreria sete anos depois, a 10 de fevereiro de 1820.

## Família
Era o filho mais novo do rei Frederico Guilherme I da Prússia e de sua esposa Sofia Doroteia de Hanôver. Era irmão mais novo do rei Frederico II da Prússia, da rainha Luísa Ulrica da Suécia, e da Marquesa de Brandemburgo-Bayreuth.

## Casamento
Augusto Fernando casou-se com a sua sobrinha, a marquesa Isabel Luísa de Brandemburgo-Schwedt, a 27 de setembro de 1755. Isabel era filha da sua irmã mais nova, a princesa Sofia Doroteia da Prússia, e do marquês Frederico Guilherme de Brandemburgo-Schwedt. Apesar deste laço de família, Isabel era apenas oito anos mais nova do que ele.

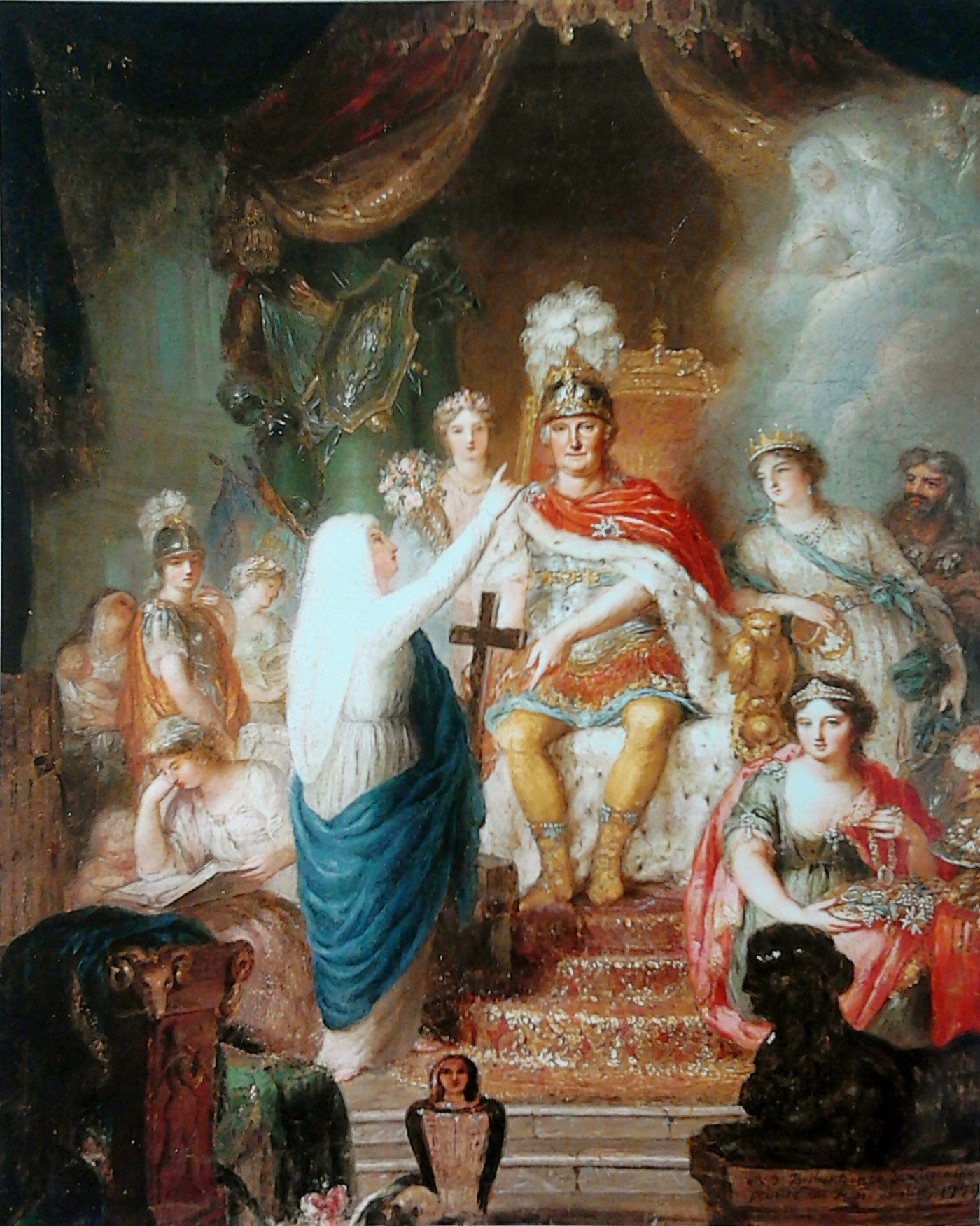
Apoteose do Príncipe Augusto Fernando (1779) por Anna Dorothea Therbusch, Castelo Real de Varsóvia

## Descendência
1. Frederica Isabel da Prússia (1 de novembro de 1761 - 28 de agosto de 1773), morreu aos onze anos de idade.
2. Frederico Henrique da Prússia (20 de outubro de 1769 - 8 de dezembro de 1773), morreu aos quatro anos de idade.
3. Luísa da Prússia (24 de maio de 1770 - 7 de dezembro de 1836), casada com o príncipe Antoni Radziwiłł; com descendência.
4. Henrique Frederico da Prússia (11 de novembro de 1771 - 8 de outubro de 1790), morreu aos dezoito anos de idade.
5. Luís Fernando da Prússia (18 de novembro de 1772 – 10 de outubro de 1806), casado com Marie Adelaide de la Grange; com descendência.
6. Frederico Paulo da Prússia (29 de novembro de 1776 - 2 de dezembro de 1776), morreu com poucos dias de idade.
7. Augusto da Prússia (19 de setembro de 1779 - 19 de julho de 1843), nunca se casou nem teve filhos.